# 組曲第2番 (ラフマニノフ)
2台のピアノのための組曲第2番作品17は、セルゲイ・ラフマニノフのピアノ・デュオ曲。1900年12月から1901年4月にかけて作曲された。交響曲第1番の失敗による神経衰弱のため、前作『楽興の時』作品16との間には5年ほどの空きがある。神経衰弱の克服後、当時親しく交際していたピアニストのアレクサンドル・ゴリデンヴェイゼルのために最初にこの曲を作曲（献呈）することを思い立った。この組曲が作曲された時期に、ピアノ協奏曲第2番と同時に平行して作曲された。
初演は1901年11月24日にモスクワにて、ラフマニノフ本人とアレクサンドル・ジロティのピアノで行われた。曲は1901年10月にグートハイル社から出版された。
曲は4つの楽章からなる。組曲第1番で見られるエピグラフは無く、純音楽的な組曲となっている。
- 第1楽章　序奏、アラ・マルチャ、ハ長調、2分の2拍子。
- 第2楽章　ワルツ、プレスト、ト長調、4分の3拍子。
- 第3楽章　ロマンス、アンダンティーノ、変イ長調、8分の6拍子。
- 第4楽章　タランテラ、プレスト、ハ短調、8分の6拍子。